# Songs of Leonard Cohen
Songs of Leonard Cohen ist das im Dezember 1967 veröffentlichte Debütalbum des kanadischen Singer-Songwriters Leonard Cohen. Es gilt als eines der einflussreichsten Alben dieser Zeit.

## Entstehung
Nachdem Cohen bereits als Schriftsteller eine gewisse Bekanntheit erreicht hatte, entschloss er sich mit 33 Jahren, eine Karriere als Sänger zu starten. Einige der Lieder, die auf dem Album erschienen, waren von ihm bereits einige Jahre zuvor geschrieben und von Judy Collins erfolgreich interpretiert worden. 1967 trat Cohen dann auf dem Newport Folk Festival zusammen mit Collins auf. Dabei wurde der Columbia-Produzent John Hammond auf ihn aufmerksam und schloss mit ihm einen Plattenvertrag. Aufgrund gesundheitlicher Probleme Hammonds übernahm jedoch John Simon die endgültige Produktion. Er hatte teils andere Vorstellungen von der Instrumentierung als Cohen, insbesondere wünschte er Schlagzeuge, letztlich ließ er Cohen aber freie Hand.
Das Cover des Albums zeigt, wie die meisten Cohens, ein Bild des Künstlers, hier in Sepia gehalten.

## Stil und Inhalt
Songs of Leonard Cohen ist musikalisch eher sparsam gehalten, es wird dem Genre des Folk zugerechnet. Meist hört man nur Cohens Stimme und die Gitarre, die Background-Band Kaleidoscope bleibt ganz im Hintergrund. Die später für Cohen typisch werdenden weiblichen Hintergrundstimmen kündigen sich erst teilweise an, bei So long, Marianne ist die weibliche Stimme im Hintergrund allerdings bereits prägender Bestandteil. Cohens Stimme ist noch nicht so tief wie auf späteren Veröffentlichungen, hat jedoch bereits ihren einmaligen Charakter.
Inhaltlich fällt das Album dank Cohens Werdegang als Schriftsteller und Dichter mit poetischen, tiefgründigen Texten auf. Cohen drückt Stimmungen der Unsicherheit und Weltentfremdung aus, der Gesamteindruck ist aber noch nicht so düster wie auf späteren Alben. Im bekanntesten Stück des Albums, Suzanne, taucht in Form einer Jesus-Strophe auch erstmals sein später oft wiederkehrendes Thema der Auseinandersetzung mit der Religion auf.

## Erfolg und Nachwirkung
Das Album erreichte in den USA nur Nummer 83 der Billboard-Charts und erst 1989 den Gold-Status. In Kanada und Europa verkaufte es sich wesentlich besser, in Großbritannien erreichte es Platz 13 der Charts.
Cohen konnte sich schon mit diesem Album als einer der neben Bob Dylan wichtigsten Interpreten der Singer-Songwriter-Zunft etablieren, sein Stil gilt für viele nachfolgende Musiker als prägend, sodass viele Kritiker es als eines der wichtigsten und besten Alben der späten 1960er Jahre führen. Unter anderem wurde es von der deutschen Rolling-Stone-Redaktion auf Platz 51 einer Auswahl der 100 wichtigsten Alben gesetzt und taucht auf Bestenlisten der Zeitschriften The Jam (Italien) und Telerama (Frankreich) auf.
Der New Musical Express wählte es auf Platz 232 der 500 besten Alben aller Zeiten. Pitchfork Media führt Songs of Leonard Cohen auf Platz 11 der 200 besten Alben der 1960er Jahre.
Für Cohen selbst bildeten die Stücke des Albums auf seinen Live-Konzerten lange das Rückgrat seines Programms. Sein Stil veränderte sich im Lauf der Jahrzehnte, wurde aber stets am Debüt gemessen.
Wie von vielen anderen Liedern Cohens erschienen auch von denen des ersten Albums zahllose Coverversionen auch berühmter Interpreten, etwa Suzanne von Peter Gabriel, Joan Baez oder Tori Amos. Beck coverte das ganze Album. Die Musikgruppe The Sisters of Mercy nannte sich nach einem Song des Albums.
Seit 2023 kursieren fast 100 Outtakes der Aufnahmesessions im Internet.

## Titelliste
Alle Songs stammen aus der Feder von Leonard Cohen.
Seite 1 (LP)
1. Suzanne – 3:48
2. Master Song – 5:55
3. Winter Lady – 2:15
4. The Stranger Song – 5:00
5. Sisters of Mercy – 3:32

Seite 2 (LP)
1. So Long, Marianne – 5:37
2. Hey, That’s No Way to Say Goodbye – 2:54
3. Stories of the Street – 4:35
4. Teachers – 3:01
5. One of Us Cannot Be Wrong – 4:27

Bonustracks auf der 2007 Veröffentlichung
1. Store Room – 5:06
2. Blessed Is the Memory – 3:03

## Kommerzieller Erfolg

### Chartplatzierungen
| ChartsChartplatzierungen       | Höchstplatzierung | Wochen |
| ------------------------------ | ----------------- | ------ |
| Schweiz (IFPI)                 | 99 (1 Wo.)        | 1      |
| Vereinigte Staaten (Billboard) | 83 (14 Wo.)       | 14     |
| Vereinigtes Königreich (OCC)   | 13 (70 Wo.)       | 70     |

### Auszeichnungen für Musikverkäufe
| Land/Region                  | Auszeichnungen für Musikverkäufe (Land/Region, Auszeichnung, Verkäufe) | Verkäufe  |
| ---------------------------- | ---------------------------------------------------------------------- | --------- |
| Australien (ARIA)            | Platin                                                                 | 70.000    |
| Dänemark (IFPI)              | Gold                                                                   | 40.000    |
| Deutschland (BVMI)           | Gold                                                                   | 250.000   |
| Frankreich (SNEP)            | Gold                                                                   | 100.000   |
| Schweiz (IFPI)               | Gold                                                                   | 25.000    |
| Vereinigte Staaten (RIAA)    | Gold                                                                   | 500.000   |
| Vereinigtes Königreich (BPI) | Gold                                                                   | 100.000   |
| Insgesamt                    | 6× Gold · 1× Platin ·                                                  | 1.085.000 |

Hauptartikel: Leonard Cohen/Auszeichnungen für Musikverkäufe